# 马拉尼翁
马拉尼翁（西班牙語：Marañón）是西班牙纳瓦拉的一个市镇。总面积6平方公里，总人口68人（2001年），人口密度11人/平方公里。